# Charles Bardou
Charles Bardou (* 27. Februar 1982 in Chambray-lès-Tours) ist ein französischer Wurfscheibenschütze und mehrfacher FITASC-Europa- und Weltmeister.

## Leben
Bardou begann im Alter von 5 Jahren zusammen mit seinem Bruder David Bardou, der zehn Jahre älter ist und zu dem Zeitpunkt bereits viel Erfahrung im Tontaubenschießen gesammelt hatte, zu schießen. Er schoss zunächst mit einer Beretta AS20E und anschließend auch mit einer Miroku Jagdflinte mit 71 cm Lauf. Aufgrund seines Talentes und seiner Ambitionen gewann er schon bald seine ersten Titel. Bereits 1997 gewann er den Titel Europameister im FITASC Compak Sporting in der Juniorenkategorie.
Im Jahr 2000 gewann Bardou wieder in der Kategorie Junioren die Weltmeisterschaft in FITASC Sporting. Weitere FITASC Sporting Erfolge feierte er als Europameister in den Jahren 2001 und 2002, wieder in der Kategorie der Junioren. Diese Erfolge setzte er in der offenen Kategorie "alle Schützen" als Europameister im FITASC Sporting in den Jahren 2018 und 2020 fort.
In der Kategorie FITASC Compak Sporting gewann er wieder im Jahr 2002 in der Kategorie Junioren die Europameisterschaft, um im Jahr 2003, also nur ein Jahr später, wieder die Europameisterschaft zu gewinnen, doch diesmal in der offenen Kategorie "alle Schützen". Dieses Ergebnis (Europameister) wiederholte er im Jahr 2005, 2022 und 2024 im Clube de Caçadores do Porto, Portugal.
Weltmeister in FITASC Compak Sporting offene Kategorie "alle Schützen" wurde er in den Jahren 2007, 2017 und 2019.
Seit 2013 führt er den Sologne Shooting Club, einen Schießstand in Frankreich. Der erfolgreichste jährliche Wettbewerb des Schießstands, "Euro Shooting Cash", fand im Juni 2025 zum zehnten Mal statt und sah Anmeldungen von mehr als 700 internationalen Schützen.